# Tectaria subpedata
Tectaria subpedata är en ormbunkeart som först beskrevs av Harr., och fick sitt nu gällande namn av Ren-Chang Ching. Tectaria subpedata ingår i släktet Tectaria och familjen Tectariaceae. Inga underarter finns listade.